# Troian Bellisario
Troian Avery Bellisario, född 28 oktober 1985 i Los Angeles, är en amerikansk skådespelare. Bellisario medverkar som Spencer Hastings i Freeform serien Pretty Little Liars.

## Karriär
Bellisario gjorde sin skådespelardebut 1988 i filmen Last Rites när hon var 3 år. Från 1990 till 2007 gästspelade hon i Quantum Leap, Tequila and Bonetti, På heder och samvete, First Monday och NCIS, TV-serier som producerades av hennes far Donald P. Bellisario. År 1998 medverkade hon med Mary-Kate och Ashley Olsen i filmen Pappas nya tjej. I november 2009 blev Bellisario uttagen för rollen som Spencer Hastings i TV-serien Pretty Little Liars, baserad på bokserien med samma namn av Sara Shepard.
Bellisario föddes i Los Angeles County, Kalifornien. Hon är dotter till TV-producenten Donald P. Bellisario och skådespelerskan Deborah Pratt. Hon är halvsyster till Michael Bellisario. Skådespelaren Sean Murray och producenten Chad W. Murray är hennes styvbröder. Hon medverkade med Sean Murray i NCIS, där hon spelade hans rollfigurs syster Sarah McGee.

## Filmografi
| År         | Film/TV-serie        | Roll             | Övrigt                 |
| ---------- | -------------------- | ---------------- | ---------------------- |
| 1988       | Last Rites           | Nuzo's dotter    | Biofilm                |
| 1990       | Quantum Leap         | Teresa           | 1 avsnitt              |
| 1992       | Tequila and Bonetti  | Teresa Garcia    | 1 avsnitt              |
| 1998       | På heder och samvete | Erin Terry       | 1 avsnitt              |
| 1998       | Pappas nya tjej      | Kristen          | Direkt-till-video film |
| 2002       | First Monday         | Kimberly Baron   | 2 avsnitt              |
| 2005– 2006 | NCIS                 | Sarah McGee      | 2 avsnitt              |
| 2006       | Unspoken             | Jani             | Kortfilm               |
| 2007       | Archer House         | Tatum            | Kortfilm               |
| 2009       | Intersect            | Victoria         | Kortfilm               |
| 2010–2017  | Pretty Little Liars  | Spencer Hastings | Huvudroll              |
| 2010       | Consent              | Amanda           | Huvudroll              |
| 2010       | Peep World           | P.A.             | Biofilm                |